# Disa barbata
Disa barbata är en orkidéart som först beskrevs av Carl von Linné d.y., och fick sitt nu gällande namn av Olof Swartz. Disa barbata ingår i släktet Disa och familjen orkidéer. Inga underarter finns listade i Catalogue of Life.